# Robustiano Patrón Costas
Robustiano Patron Costas (Salta, 5 aout 1878 – Buenos Aires, 24 septembre 1965) est un homme politique conservateur et entrepreneur argentin. Originaire de la province de Salta, il gouverna cette province de 1913 à 1916.
Ministre de l’industrie pendant le gouvernement d’Angel Zerda de 1902 à 1904 et de gouvernement pendant le mandat d’Avelino Figueiroa. Il géra la construction de canaux d’irrigation, de ponts et de routes. Il fut aussi à l’origine du projet de loi pour la protection de l’industrie viticole. Enfin, il collabora à la fondation de l’université catholique de Salta, une université privée. 
Il fut sénateur durant trois mandats. Le dernier prit fin en 1943, lors du coup d’État du 4 juin. Il était alors candidat à la présidentielle.

## San Martin de Tabascal
En tant qu'entrepreneur, on se souvient surtout de la création d'Ingenio San Martín de Tabacal, dans le département d'Oran dans la province nord de Salta. Là, des milliers d'Indiens des ethnies Coya, Wichi, Toba et d'autres furent soumises à des conditions de travail inhumaines, avec des journées de 16 heures par jour parfois plus. Même aujourd'hui, les rares survivants de cette époque se souviennent quand la police ouvrit le feu pour tuer les Indiens qui essayaient d'échapper à la plantation.
Les conditions d'exploitation qu’il soumit à ses travailleurs et la forme personnelle et autoritaire avec laquelle il géra ses affaires dans la province lui valurent les qualificatifs d’exploiteur, d’oligarque, d’esclavagiste, de génocidaire et de seigneur féodal.

## Candidature et fraude électorale
En 1942, il annonça sa candidature à la présidence de la république pour la « Concordancia », une alliance formée par le Parti démocrate national, l'Union civique radicale antipersonnaliste et le Parti socialiste indépendant. Mais sa candidature ne fut pas acceptée par la majorité de la société en Argentine, Costas Patron représentait l’oligarchie provinciale et la frange la plus antidémocratique et réactionnaire du pays.
Selon les historiens, il aurait été élu président, car le président Ramon Castillo préparait une fraude électorale massive en faveur de Patron Costas. Mais les élections n'eurent jamais lieu. Arturo Rawson l’évinça en 1943 par un coup d'État (Révolution de 43), ouvrant la voie à l'avènement au pouvoir de Juan Domingo Peron.